# Flaga Belize
Flaga Belize – jeden z symboli państwowych Belize. Została przyjęta 21 września 1981 wkrótce po uzyskaniu niepodległości od Wielkiej Brytanii.

## Wygląd i symbolika
Na niebieskim tle, na środku flagi widnieje herb Belize. Przedstawia on drzewo mahoniu, symbolizujące bogate zasoby drewna w Belize, obok którego stoi dwóch mężczyzn, podtrzymujących wspólnie tarczę – jeden jest metysem, a drugi mulatem. Trzymają oni narzędzia używane dawniej przez typowych robotników Belize pracujących przy wycince drzew: siekierę i wiosło (ścięte drewno transportowano rzekami). Tarcza podzielona jest na trzy sekcje – w prawym górnym rogu znajdują się skrzyżowane siekiera i wiosło, podobne do tych trzymanych przez mężczyzn, na białym tle; lewa górna sekcja składa się z, również skrzyżowanych, piły ręcznej i siekiery na tle żółtym, natomiast dolna część tarczy, nawiązując do dawnych herbów Brytyjskiego Hondurasu, przedstawia statek żeglujący po falującym morzu. Zwój pod tarczą z napisem w języku łacińskim "Sub umbra floreo" (pol. Rozkwitam w cieniu) odnosi się do lasów Belize, a także dawnego statusu Belize jako kolonii brytyjskiej. Pięćdziesiąt liści otaczających herb reprezentuje rok 1950, w którym pojawiły się pierwsze opory wobec władzy brytyjskiej. Na górze i na dole flagi znajdują się dwa wąskie, czerwone paski – mają one reprezentować partię opozycyjną.

## Historyczne warianty flagi

Flaga Brytyjskiego Hondurasu w latach 1870–1919
Bandera cywilna Brytyjskiego Hondurasu w latach 1870-1919
Flaga Brytyjskiego Hondurasu w latach 1919–1981
Bandera cywilna Brytyjskiego Hondurasu w latach 1919-1981
Flaga gubernatora Brytyjskiego Hondurasu w latach 1884-1981
Nieoficjalna flaga Brytyjskiego Hondurasu w latach 1919–1981
Flaga Belize w latach 1981–2023